# Marsdenia lloydii
Marsdenia lloydii är en oleanderväxtart som beskrevs av P.I. Forster. Marsdenia lloydii ingår i släktet Marsdenia och familjen oleanderväxter. Inga underarter finns listade i Catalogue of Life.